# Mottola
Mottola é uma comuna italiana da região da Puglia, província de Taranto, com cerca de 16.570 habitantes. Estende-se por uma área de 212 km², tendo uma densidade populacional de 78 hab/km². Faz fronteira com Alberobello (BA), Castellaneta, Gioia del Colle (BA), Martina Franca, Massafra, Noci (BA), Palagianello, Palagiano.

## Demografia
| Variação demográfica do município entre 1532 e 2011                               |
|                                                                                   |
| Fonte: Istituto Nazionale di Statistica (ISTAT) - Elaboração gráfica da Wikipedia |